# Kreis Tamási
Tamási (ungarisch Tamási járás) ist ein Kreis im Nordwesten des südungarischen Komitats Tolna. Er grenzt im Südwesten an den Kreis Dombóvár und schneidet ihn vom Hauptteil des Komitats ab. Im Süden und Südosten grenzt er an den Kreis Bonyhád, im Osten an die Kreise Szekszárd und Paks. Weiterhin grenzt er an drei Komitate: Somogy im Westen (Kreise Tab und Siófok), Fejér im Norden (Kreise Enying und Sárbogárd). Im Süden bildet die Gemeinde Mucsi auf etwa anderthalb Kilometer eine Grenze zur Gemeinde Mekényes vom Komitat Baranya (Kreis Hegyhát).

## Geschichte
Der Kreis ging während der ungarischen Verwaltungsreform Anfang 2013 unverändert aus dem gleichnamigen Kleingebiet (ungarisch Tamási kistérség) hervor. 

## Gemeindeübersicht
Der Kreis Tamási hat eine durchschnittliche Gemeindegröße von 1.170 Einwohnern auf einer Fläche von 31,87 Quadratkilometern. Die Bevölkerungsdichte des größten Kreises mit der dritthöchsten Bevölkerungszahl ist die niedrigste im Komitat. Der Kreissitz befindet sich in der größten Stadt, Tamási, in der Mitte des Kreises gelegen.
| 32 Gemeinden                      | Status       | Herkunft Kleingebiet | Einwohnerzahl | Einwohnerzahl | Einwohnerzahl | Fläche (km²) | Bevölkerungs- dichte (Ew./km²) |
| 32 Gemeinden                      | Status       | Herkunft Kleingebiet | 01.10.2011    | 01.01.2013    | 01.01.2016    | 01.01.2016   | Bevölkerungs- dichte (Ew./km²) |
| --------------------------------- | ------------ | -------------------- | ------------- | ------------- | ------------- | ------------ | ------------------------------ |
| Belecska (deutsch Bellitsch)      | Gemeinde     | Tamási               | 391           | 388           | 349           | 14,41        | 24,2                           |
| Diósberény (Bering)               | Gemeinde     | Tamási               | 327           | 346           | 331           | 17,75        | 18,6                           |
| Dúzs (Duschau)                    | Gemeinde     | Tamási               | 254           | 258           | 243           | 11,27        | 21,6                           |
| Értény                            | Gemeinde     | Tamási               | 798           | 803           | 783           | 29,95        | 26,1                           |
| Felsőnyék                         | Gemeinde     | Tamási               | 1.061         | 1.029         | 980           | 32,02        | 30,6                           |
| Fürged                            | Gemeinde     | Tamási               | 702           | 726           | 695           | 26,76        | 26,0                           |
| Gyönk (Jink, Jenk)                | Stadt        | Tamási               | 2.052         | 2.091         | 1.999         | 38,11        | 52,5                           |
| Hőgyész (Hedjeß)                  | Großgemeinde | Tamási               | 2.908         | 2.904         | 2.819         | 37,15        | 75,9                           |
| Iregszemcse                       | Gemeinde     | Tamási               | 2.757         | 2.692         | 2.621         | 58,33        | 44,9                           |
| Kalaznó (Galls, Kallaß)           | Gemeinde     | Tamási               | 158           | 145           | 120           | 18,35        | 6,5                            |
| Keszőhidegkút (Hiewrkut, Hirekut) | Gemeinde     | Tamási               | 209           | 207           | 196           | 10,33        | 19,0                           |
| Kisszékely                        | Gemeinde     | Tamási               | 309           | 324           | 297           | 28,30        | 10,5                           |
| Koppányszántó                     | Gemeinde     | Tamási               | 333           | 326           | 296           | 22,55        | 13,1                           |
| Magyarkeszi                       | Gemeinde     | Tamási               | 1.293         | 1.278         | 1.214         | 38,16        | 31,8                           |
| Miszla                            | Gemeinde     | Tamási               | 279           | 292           | 267           | 34,72        | 7,7                            |
| Mucsi (Mutsching)                 | Gemeinde     | Tamási               | 418           | 448           | 438           | 24,76        | 17,7                           |
| Nagykónyi                         | Gemeinde     | Tamási               | 1.132         | 1.144         | 1.097         | 47,88        | 22,9                           |
| Nagyszékely (Großsäckl)           | Gemeinde     | Tamási               | 396           | 401           | 408           | 36,71        | 11,1                           |
| Nagyszokoly                       | Gemeinde     | Tamási               | 877           | 910           | 903           | 27,99        | 32,3                           |
| Ozora                             | Gemeinde     | Tamási               | 1.644         | 1.620         | 1.634         | 59,55        | 27,4                           |
| Pári                              | Gemeinde     | Tamási               | 681           | 631           | 613           | 13,05        | 47,0                           |
| Pincehely (Binsenhelm)            | Großgemeinde | Tamási               | 2.253         | 2.288         | 2.168         | 50,09        | 43,3                           |
| Regöly                            | Gemeinde     | Tamási               | 1.168         | 1.175         | 1.132         | 62,67        | 18,1                           |
| Simontornya (Simonsthurm)         | Stadt        | Tamási               | 4.057         | 4.128         | 3.986         | 33,83        | 117,8                          |
| Szakadát (Sagetal)                | Gemeinde     | Tamási               | 239           | 227           | 192           | 10,70        | 17,9                           |
| Szakály                           | Gemeinde     | Tamási               | 1.402         | 1.387         | 1.333         | 41,01        | 32,5                           |
| Szárazd (Sarasch)                 | Gemeinde     | Tamási               | 241           | 234           | 246           | 7,79         | 31,6                           |
| Tamási (Tammasching)              | Stadt        | Tamási               | 8.349         | 8.345         | 8.068         | 111,95       | 72,1                           |
| Tolnanémedi                       | Gemeinde     | Tamási               | 1.048         | 1.052         | 1.048         | 21,95        | 47,7                           |
| Udvari                            | Gemeinde     | Tamási               | 334           | 357           | 327           | 19,41        | 16,8                           |
| Újireg                            | Gemeinde     | Tamási               | 275           | 279           | 282           | 10,90        | 25,9                           |
| Varsád (Waschad)                  | Gemeinde     | Tamási               | 360           | 360           | 344           | 21,56        | 16,0                           |
| Kreis Tamási                      |              |                      | 38.705        | 38.795        | 37.429        | 1.019,96     | 36,7                           |